# أحمد سالم (لاعب كرة قدم سعودي)
أحمد سالم (1960 - 8 أكتوبر 2024)، هو لاعب كرة قدم سعودي. لعب في مركز حارس مرمى مع نادي الاتحاد والمنتخب السعودي.

## وفاته
توفى صباح الثلاثاء 8 أكتوبر 2024، إثر أزمة قلبية، عن عمر ناهز الرابعة والستين.